# ZOO TV Live in Dublin 1993
ZOO TV Live in Dublin 1993 è un EP dal vivo della rock band irlandese degli U2 pubblicato il 30 agosto 2024.

## Descrizione

### Storia
I brani musicali presenti nell'EP sono stati eseguiti durante lo ZooTV Tour e precisamente in uno dei due concerti tenutisi nella capitale irlandese, nell'estate del 1993, presso la RDS Arena.
Precedentemente i cinque brani che compongono l'EP circolavano su vari bootleg e album non ufficiali degli U2 e mai pubblicati ufficialmente. 

### Formati
L'EP è stato pubblicato in edizione limitata, nei formati 7", 12" e CD. La versione digitale è uscita soltanto in alcune piattaforme autorizzate.

## Tracce
1. Zoo Station (ZOO TV Live in Dublin, 1993) – 5:03
2. Mysterious Ways (ZOO TV Live in Dublin, 1993) – 6:28
3. Tryin' to Throw Your Arms Around the World (ZOO TV Live in Dublin, 1993) – 4:13
4. Stay (Faraway, So Close!) (ZOO TV Live in Dublin, 1993) – 5:32
5. Love Is Blindness (ZOO TV Live in Dublin, 1993) – 5:36

Durata totale: 26:52

## Formazione
- Bono - voce, chitarra (traccia 4)
- The Edge - chitarra, cori (eccetto traccia 5), tastiera (traccia 2)
- Adam Clayton - basso
- Larry Mullen - batteria